# Kościół św. Marcina i Matki Bożej Szkaplerznej w Zarszynie
Kościół świętego Marcina i Matki Bożej Szkaplerznej – rzymskokatolicki kościół parafialny należący do dekanatu Jaćmierz archidiecezji przemyskiej.
Budowa kościoła w stylu neogotyckim rozpoczęła się w 1867. Fundatorami świątyni byli Jan i Adela Wiktorowie. Proboszczem parafii był wówczas ksiądz Antoni Kirschner. W dniu 17 października 1875 budowla została poświęcona. Na frontonie świątyni Jan Wiktor umieścił napis o treści: „Z darów Twoich Panie niesiemy Ci ofiarę!”.
W czasie I wojny światowej 10 maja 1915 świątynia została uszkodzona przez pociski artyleryjskie (dach prawie całkowicie zniszczony, sklepienie w połowie, ściany częściowo). Przed zakończeniem działań wojennych rozpoczęto prace remontowe kościoła. Podstawowe prace zostały zakończone przed rozpoczęciem II wojny światowej. Podczas działań frontowych w 1944, kościół został ponownie zniszczony. Po zakończeniu okupacji  hitlerowskiej przystąpiono do odbudowy zniszczonej świątyni. W 1951 została zakończona budowa wieży, na której został zamontowany zegar, natomiast w okrągłym oknie na chórze został wprawiony witraż Najświętszego Serca Jezusowego. W późniejszych latach zostały wyremontowane organy, Boży Grób i witraże. Witraże w oknach prezbiterium przedstawiają po stronie Lekcji Matkę Bożą Szkaplerzną, z kolei po stronie Ewangelii św. Marcina. Pozostałe witraże zostały wykonane tą samą techniką jak przed II wojną światową, z tym że zamiast św. Kazimierza została umieszczona św. Teresa. W 1954 pomalowano świątynię. Polichromia została wykonana przez artystów Stanisława Szmuca i Zdzisława Krygowskiego. W prezbiterium świątyni są umieszczone cztery obrazy w kształcie witraży; po stronie Lekcji Chrystus Król i Chrzest Pana Jezusa, natomiast po stronie Ewangelii Wniebowzięcie Najświętszej Maryi Panny i Zmartwychwstanie Pana Jezusa.